# Премия «Грэмми» за лучшее женское вокальное кантри-исполнение
«Грэмми» в номинации «Лучшее женское вокальное кантри-исполнение» присуждалась с 1965 по 2011 годы, за наиболее заметное исполнение певиц с вокалом в стиле кантри. Ежегодно Национальная академия искусства и науки звукозаписи США выбирает несколько претендентов за «художественные достижения, техническое мастерство и значительный вклад в развитие звукозаписи без учёта продаж альбома и его позиции в чартах».
Первоначально (с 1965 по 1967 годы) номинация носила название Best Country & Western Vocal Performance — Female. В 1968 году название сначала поменяли на Best Country & Western Solo Vocal Performance, Female, а с 1969 по 1994 — на Best Country Vocal Performance, Female. В последний период своего существования (с 1995 по 2011 годы) премия называлась Best Female Country Vocal Performance.
Мэри Чапин Карпентер и Эммилу Харрис являются лидерами категории по количеству побед — всего четыре, а по три победы имеют Энн Мюррей, Долли Партон и Кэрри Андервуд. Самое большое число номинаций удерживают — Эммилу Харрис и Долли Партон, обе по 18 раз. Первым победителем в категории была Дотти Уэст.
В 2012 году награда была упразднена, в связи с тотальной реструктуризацией категорий «Грэмми», она была перенесена в новую, единую категорию — «Лучшее сольное кантри-исполнение», в которой её объединили с 
Лучшее мужское вокальное кантри исполнение (1965—2011) и Лучшее инструментальное кантри исполнение (1970—2011), то есть, все виды сольных исполнений (мужское, женское, а также инструментальное). Таким образом, песня «The House That Built Me» певицы Миранды Ламберт — стала последним лауреатом этой категории.

## 1960-е
| Год[I] | Победители      | Произведение[II]           | Номинанты |
| ------ | --------------- | -------------------------- | --- |
| 1965   | Дотти Уэст      | «Here Comes My Baby»       | - Скитер Дэвис — «He Says The Same Things To Me» - Ванда Джексон — «The Two Sides of Wanda Jackson» - Джин Шепард — «Second Fiddle» - Конни Смит — «Once a Day»                                 |
| 1966   | Джоди Миллер    | «Queen of the House»       | - Молли Би — «Single Girl Again» - Вильма Бёрджес — «Baby» - Скитер Дэвис — «Sun Glasses» - Дотти Уэст — «Before the Ring on Your Finger Turns Green»                                           |
| 1967   | Джинни Сили     | «Don’t Touch Me»           | - Джан Ховард — «Evil on Your Mind» - Лоретта Линн — «Don’t Come Home a Drinkin' (With Lovin' on Your Mind)» - Конни Смит — «Ain’t Had No Lovin'» - Дотти Уэст — «Would You Hold It Against Me» |
| 1968   | Тэмми Уайнетт   | «I Don't Wanna Play House» | - Лиз Андерсон — «Mama Spank» - Скитер Дэвис — «What Does it Take» - Конни Смит — «Cincinnati, Ohio» - Дотти Уэст — «Paper Mansions»                                                            |
| 1969   | Джинни С. Райли | «Harper Valley P.T.A.»     | - Линн Андерсон — «Big Girls Don’t Cry» - Джан Ховард — «My Son» - Дотти Уэст — «Country Girl» - Тэмми Уайнетт — «D-I-V-O-R-C-E»                                                                |

## 1970-е
| Год[I] | Победители         | Произведение                                      | Номинанты |
| ------ | ------------------ | ------------------------------------------------- | --- |
| 1970   | Тэмми Уайнетт      | «Stand By Your Man»                               | - Диана Траск — «I Fall to Pieces» |
| 1971   | Линн Андерсон      | «Rose Garden»                                     | - Ванда Джексон — «A Woman Lives for Love» - Долли Партон — «Mule Skinner Blues» - Джин Шепард — «Then He Touched Me» - Тэмми Уайнетт — «Run Woman Run»         |
| 1972   | Семми Смит         | «Help Me Make It Through the Night»               | - Тэмми Уайнетт — «Good Lovin' (Makes It Right)» |
| 1973   | Донна Фарго        | «The Happiest Girl in the Whole USA»              | - Тэмми Уайнетт — «My Man» |
| 1974   | Оливия Ньютон-Джон | «Let Me Be There»                                 | - Тэмми Уайнетт — «Kids Say the Darnest Things» |
| 1975   | Энн Мюррей         | «A Love Song»                                     | - Долли Партон — «Jolene» - Таня Такер — «Would You Lay with Me (In a Field of Stone)» - Дотти Уэст — «Last Time I Saw Him» - Тэмми Уайнетт — «Woman to Woman»  |
| 1976   | Линда Ронстадт     | «I Can’t Help It (If I’m Still in Love With You)» | - Джесси Колтер — «I’m Not Lisa» - Эммилу Харрис — «If I Could Only Win Your Love» - Лоретта Линн — «The Pill» - Долли Партон — «Jolene» (с альбома In Concert) |
| 1977   | Эммилу Харрис      | Elite Hotel                                       | - Тэмми Уайнетт — «'Til I Can Make It on My Own» |
| 1978   | Кристал Гейл       | «Don’t It Make My Brown Eyes Blue»                | - Долли Партон — «(Your Love Has Lifted Me) Higher and Higher»                                                                                                  |
| 1979   | Долли Партон       | Here You Come Again                               | - Энн Мюррей — «Walk Right Back» |

## 1980-е
| Год[I] | Победители     | Произведение                         | Номинанты |
| ------ | -------------- | ------------------------------------ | --- |
| 1980   | Эммилу Харрис  | Blue Kentucky Girl                   | - Кристал Гейл — We Should Be Together - Бренда Ли — «Tell Me What It's Like» - Барбара Мандрелл — Just for the Record - Билли Джо Спирс — «I Will Survive»                |
| 1981   | Энн Мюррей     | «Could I Have This Dance»            | - Кристал Гейл — «If You Ever Change Your Mind» - Эммилу Харрис — Roses in the Snow - Барбара Мандрелл — «The Best of Strangers» - Сисси Спейсек — «Coal Miner’s Daughter» |
| 1982   | Долли Партон   | «9 to 5»                             | - Розан Кэш — Seven Year Ache - Терри Гибс — Somebody’s Knockin' - Барбара Мандрелл — «I Was Country When Country Wasn't Cool» - Juice Newton — «Queen of Hearts»          |
| 1983   | Джус Ньютон    | «Break It to Me Gently»              | - Розан Кэш — «Ain't No Money» - Эммилу Харрис — Cimarron - Долли Партон — «I Will Always Love You» - Сильвия — «Nobody»                                                   |
| 1984   | Энн Мюррей     | «A Little Good News»                 | - Дебора Аллен — «Baby I Lied» - Кристал Гейл — «Baby, What About You» - Эммилу Харрис — Last Date - Долли Партон — Burlap & Satin                                         |
| 1985   | Эммилу Харрис  | In My Dreams                         | - Долли Партон — «Tennessee Homesick Blues» |
| 1986   | Розан Кэш      | «I Don’t Know Why You Don’t Want Me» | - Джэни Фрике — «She's Single Again» - Эммилу Харрис — The Ballad of Sally Rose - Джус Ньютон — «You Make Me Want to Make You Mine»                                        |
| 1987   | Риба Макинтайр | «Whoever’s in New England»           | - Кати Мэттея — «Love at the Five and Dime» |
| 1988   | К. Т. Ослин    | «80s Ladies»                         | - Таня Такер — «Love Me Like You Used To» |
| 1989   | К. Т. Ослин    | «Hold Me»                            | - Таня Такер — «Strong Enough to Bend» |

## 1990-е
| Год[I] | Победители                  | Произведение                   | Номинанты |
| ------ | --------------------------- | ------------------------------ | --- |
| 1990   | Кэтрин Дон Ланг (k.d. lang) | Absolute Torch and Twang       | - Розанн Кэш — «I Don't Want to Spoil the Party» - Эммилу Харрис — Bluebird - Кати Мэттея — Willow in the Wind - Долли Партон — «Why'd You Come in Here Lookin' Like That»        |
| 1991   | Кати Мэттея                 | «Where’ve You Been»            | - Мэри Чапин Карпентер — «Quittin' Time» - Carlene Carter — I Fell in Love - Риба Макинтайр — «You Lie» - К. Т. Ослин — «Come Next Monday»                                        |
| 1992   | Мэри Чапин Карпентер        | «Down at the Twist and Shout»  | - Кати Мэттея — Time Passes By - Риба Макинтайр — For My Broken Heart - Таня Такер — «Down to My Last Teardrop» - Триша Йервуд — «She's in Love with the Boy»                     |
| 1993   | Мэри Чапин Карпентер        | «I Feel Lucky»                 | - Вайнонна Джадд — Wynonna - Риба Макинтайр — «The Greatest Man I Never Knew» - Лорри Морган — «Something in Red» - Пэм Тиллис — «Maybe It Was Memphis»                           |
| 1994   | Мэри Чапин Карпентер        | «Passionate Kisses»            | - Эммилу Харрис — «High Powered Love» - Таня Такер — «Soon» - Вайнонна Джадд — «Only Love» - Триша Йервуд — «Walkaway Joe»                                                        |
| 1995   | Мэри Чапин Карпентер        | «Shut Up and Kiss Me»          | - Вайнонна Джадд — «Is It Over Yet» - Патти Лавлесс — «How Can I Help You Say Goodbye» - Мартина МакБрайд — «Independence Day» - Риба Макинтайр — «She Thinks His Name Was John»  |
| 1996   | Элисон Краусс               | «Baby Now That I’ve Found You» | - Патти Лавлесс — «You Don't Even Know Who I Am» - Мартина МакБрайд — «Safe in the Arms of Love» - Пэм Тиллис — «Mi Vida Loca (My Crazy Life)» - Шанайя Твейн — «Any Man of Mine» |
| 1997   | Лиэнн Раймс                 | «Blue»                         | - Мэри Чапин Карпентер — «Let Me into Your Heart» - Дина Картер — «Strawberry Wine» - Элисон Краусс — «Baby Mine» - Триша Йервуд — «Believe Me Baby (I Lied)»                     |
| 1998   | Триша Йервуд                | «How Do I Live»                | - Дина Картер — «Did I Shave My Legs For This?» - Патти Лавлесс — «The Trouble with the Truth» - Лиэнн Раймс — «How Do I Live» - Пэм Тиллис — «All the Good Ones Are Gone»        |
| 1999   | Шанайя Твейн                | «You're Still the One»         | - Эммилу Харрис — «Love Still Remains» - Фэйт Хилл — «This Kiss» - Ли Энн Вумэк — «A Little Past Little Rock»                                                                     |

## 2000-е
| Год[I] | Победители     | Произведение                | Номинанты |
| ------ | -------------- | --------------------------- | --- |
| 2000   | Шанайя Твейн   | «Man! I Feel Like a Woman!» | - Эммилу Харрис — «Ordinary Heart» - Фэйт Хилл — «Let Me Let Go» - Элисон Краусс — «Forget About It» - Мартина МакБрайд — «I Love You»                                         |
| 2001   | Фэйт Хилл      | «Breathe»                   | - Джо Ди Мессина — «That’s the Way» |
| 2002   | Долли Партон   | «Shine»                     | - Шерил Кроу — «Long Gone Lonesome Blues» - Джейми О’Нил — «There Is No Arizona» - Люсинда Уильямс — «Cold, Cold Heart»                                                        |
| 2003   | Фэйт Хилл      | «Cry»                       | - Мартина МакБрайд — «Blessed» - Долли Партон — «Dagger Through the Heart» - Люсинда Уильямс — «Lately»                                                                        |
| 2004   | Джун Картер    | «Keep on the Sunny Side»    | - Патти Лавлесс — «On Your Way Home» |
| 2005   | Гретхен Уилсон | «Redneck Woman»             | - Шанайя Твейн — «She's Not Just a Pretty Face» |
| 2006   | Эммилу Харрис  | «The Connection»            | - Фэйт Хилл — «Mississippi Girl» - Гретхен Уилсон — «All Jacked Up» - Ли Энн Вумэк — «I May Hate Myself in the Morning»                                                        |
| 2007   | Кэрри Андервуд | «Jesus, Take the Wheel»     | - Миранда Ламберт — «Kerosene» - Мартина МакБрайд — «I Still Miss Someone» - Лиэнн Раймс — «Something’s Gotta Give» - Гретхен Уилсон — «I Don't Feel Like Loving You Today»    |
| 2008   | Кэрри Андервуд | «Before He Cheats»          | - Элисон Краусс — «Simple Love» - Миранда Ламберт — «Famous in a Small Town» - Лиэнн Раймс — «Nothin' Better to Do» - Триша Йервуд — «Heaven, Heartache and the Power of Love» |
| 2009   | Кэрри Андервуд | «Last Name»                 | - Мартина МакБрайд — «For These Times» - Лиэнн Раймс — «What I Cannot Change» - Ли Энн Вумэк — «Last Call»                                                                     |

## 2010-е
| Год[I] | Победители      | Произведение              | Номинанты |
| ------ | --------------- | ------------------------- | --- |
| 2010   | Тейлор Свифт    | «White Horse»             | - Миранда Ламберт – «Dead Flowers» - Мартина МакБрайд – «I Just Call You Mine» - Кэрри Андервуд — «Just a Dream» - Ли Энн Вумэк – «Solitary Thinkin'» |
| 2011   | Миранда Ламберт | «The House That Built Me» | - Джуэл – «Satisfied» - Лиэнн Раймс – «Swingin'» - Кэрри Андервуд — «Temporary Home» - Гретхен Уилсон – «I’d Love to Be Your Last»                    |

- ↑  Ссылка на церемонию «Грэмми», прошедшую в этом году.
- ↑  Кавычками обозначены — песни (синглы), курсивом — альбомы.

## Рекорды
- Наибольшее число побед:

| Ранг        | 1                                  | 2                                      | 3                                                |
| ----------- | ---------------------------------- | -------------------------------------- | ------------------------------------------------ |
| Певица      | Мэри Чапин Карпентер Эммилу Харрис | Энн Мюррей Долли Партон Кэрри Андервуд | Фэйт Хилл К. Т. Ослин Шанайя Твейн Тэмми Уайнетт |
| Всего побед | 4 победы                           | 3 победы                               | 2 победы                                         |

- Наибольшее число номинаций

| Ранг            | 1                          | 2            | 3                              | 4            | 5                         | 6                                                        |
| --------------- | -------------------------- | ------------ | ------------------------------ | ------------ | ------------------------- | -------------------------------------------------------- |
| Певица          | Эммилу Харрис Долли Партон | Триша Йервуд | Мартина МакБрайд Тэмми Уайнетт | Кристал Гейл | Риба Макинтайр Дотти Уэст | Лиэнн Раймс Мэри Чапин Карпентер Таня Такер Ли Энн Вумэк |
| Всего номинаций | 18 номинаций               | 10 номинаций | 9 номинаций                    | 8 номинаций  | 7 номинаций               | 6 номинаций                                              |